# Агроландия
Агроландия (порт. Agrolândia)  —  муниципалитет в Бразилии, входит в штат Санта-Катарина. Составная часть мезорегиона Вали-ду-Итажаи. Входит в экономико-статистический  микрорегион Итупоранга. Население составляет 8275 человек на 2006 год. Занимает площадь 207,119 км². Плотность населения — 40,0 чел./км².

## История
Город основан 25 июля 1962 года.

## Статистика
- Валовой внутренний продукт на 2003 составляет 80.059.563,00 реалов (данные: Бразильский институт географии и статистики).
- Валовой внутренний продукт на душу населения на 2003 составляет 9.930,48 реалов (данные: Бразильский институт географии и статистики).
- Индекс развития человеческого потенциала на 2000 составляет 0,775 (данные: Программа развития ООН).